# ウーヴァリ駅
ウーヴァリ駅（ウーヴァリえき）はチェコ共和国中央ボヘミア州東プラハ郡ウーヴァリ町にある、チェコ鉄道011号線の駅である。

## 駅構造

### ホーム
2面5線の地上駅。駅舎は東行線路に面しており、駅舎側の1番ホームが切り欠き式の1面2線、西行線路に面した2番ホームが島式ホームとなっている。中線にはホームが無い。
| ホーム | 番線 | 路線    | 方向   | 行先                                                                 | 備考                                           |
| ------ | ---- | ------- | ------ | -------------------------------------------------------------------- | ---------------------------------------------- |
| 1      | 1    | 011号線 | 西方向 | プラハ本駅、ルジェヴニツェ方面                                       | 普通（始発のみ）                               |
| 1      | 2    | 011号線 | 東方向 | ニンブルク、コリーン、ルジェチャニ、チェスカー・トルジェボヴァー方面 | 普通                                           |
| 2      | 4    | 011号線 | 西方向 | プラハ・マサリク駅、本駅、ルジェヴニツェ方面                         | 快速、普通（コリーン方面発、および始発の一部） |
| 2      | 5    | 011号線 | 西方向 | プラハ・マサリク駅、本駅、ルジェヴニツェ方面                         | 快速、普通（コリーン方面発、および始発の一部） |

### ダイヤ[3]
プラハ・マサリク駅 - コリーン間（半数がブロド止まり）の普通列車が、上下とも30分間隔で停車する。平日は、時間帯によりルジェヴニツェ - ウーヴァリの列車が毎時2本加わる。快速は一部のみ停車で、平日朝のみ一日2本が停車する。

## 駅周辺
- 寿司ウーヴァリ …　駅前に位置する。

## 隣の駅
チェコ国鉄
011号線
快速
クラーノヴィツェ駅 ← ウーヴァリ駅 ← チェスキー・ブロド駅
普通
クラーノヴィツェ駅 - ウーヴァリ駅 - トゥクラティ駅